# Liste der Stolpersteine in Nierstein
In der Liste der Stolpersteine in Nierstein werden die vorhandenen Gedenksteine aufgeführt, die im Rahmen des Projektes Stolpersteine des Künstlers Gunter Demnig bisher in Nierstein verlegt worden sind.

## Verlegte Stolpersteine
| Adresse                      | Name                   | Inschrift | Verlegedatum  | Bild | Anmerkung                                       |
| ---------------------------- | ---------------------- | --- | ------------- | ---- | ----------------------------------------------- |
| Fäulingstraße 31 (Standort)  | Nikolaus Lerch         | Hier wohnte Nikolaus Lerch Jg. 1891 im Widerstand / KPD verhaftet 1933 Osthofen auf dem Kornsand ermordet 21.3.1945                                                        | 22. Juni 2013 |      | geboren am 16. März 1891 in Nierstein           |
| Glockengasse 7 (Standort)    | Karl Simon Goldschmidt | Hier wohnte Karl Simon Goldschmidt Jg. 1874 Flucht 1939 USA | 7. Juli 2015  |      |                                                 |
| Glockengasse 7 (Standort)    | Berta Goldschmidt      | Hier wohnte Berta Goldschmidt geb. Freimark Jg. 1880 Flucht 1939 USA | 7. Juli 2015  |      |                                                 |
| Glockengasse 7 (Standort)    | Fanny Rosa Goldschmidt | Hier wohnte Fanny Rosa Goldschmidt Jg. 1909 Flucht 1939 USA | 7. Juli 2015  |      |                                                 |
| Glockengasse 9 (Standort)    | Wilhelm Goldschmidt    | Hier wohnte Wilhelm Goldschmidt Jg. 1871 Flucht 1938 USA | 7. Juli 2015  |      |                                                 |
| Glockengasse 9 (Standort)    | Rosa Recha Goldschmidt | Hier wohnte Rosa Recha Goldschmidt geb. Freimark Jg. 1875 Flucht 1938 USA                                                                                                  | 7. Juli 2015  |      |                                                 |
| Glockengasse 9 (Standort)    | Max Goldschmidt        | Hier wohnte Max Goldschmidt Jg. 1901 Flucht 1938 USA | 7. Juli 2015  |      |                                                 |
| Glockengasse 9 (Standort)    | Ludwig Goldschmidt     | Hier wohnte Ludwig Goldschmidt Jg. 1908 Flucht 1933 USA | 7. Juli 2015  |      |                                                 |
| Glockengasse 9 (Standort)    | Ernst Goldschmidt      | Hier wohnte Ernst Goldschmidt Jg. 1914 Flucht 1936 USA | 7. Juli 2015  |      |                                                 |
| Marktplatz 7 (Standort)      | Ernst-Alfred Grünebaum | Hier wohnte Ernst-Alfred Grünebaum Jg. 1899 Flucht 1938 USA überlebt | 22. Juni 2013 |      |                                                 |
| Marktplatz 7 (Standort)      | Stella Grünebaum       | Hier wohnte Stella Grünebaum geb. Kaufmann Jg. 1905 Flucht 1938 USA überlebt                                                                                               | 22. Juni 2013 |      |                                                 |
| Marktplatz 7 (Standort)      | Berthe Inge Grünebaum  | Hier wohnte Berthe Inge Grünebaum Jg. 1934 Flucht 1938 USA überlebt | 22. Juni 2013 |      |                                                 |
| Oberdorfstraße 19 (Standort) | Adolf Aron Feiner      | Hier wohnte Adolf Aron Feiner Jg. 1868 deportiert 1942 Theresienstadt ermordet 4.3.1943                                                                                    | 22. Juni 2013 |      | geboren am 19. September 1868 in Piaski Wielkie |
| Oberdorfstraße 19 (Standort) | Paula Feiner           | Hier wohnte Paula Feiner Jg. 1890 deportiert 1940 Theresienstadt Todesmarsch ermordet 1945 Volary                                                                          | 22. Juni 2013 |      | geboren am 20. Dezember 1890 in Nierstein       |
| Oberdorfstraße 19 (Standort) | Auguste Feiner         | Hier wohnte Auguste Feiner Jg. 1898 deportiert Schicksal unbekannt | 22. Juni 2013 |      | geboren am 13. Mai 1898 in Nierstein            |
| Oberdorfstraße 49 (Standort) | Max Levy               | Hier wohnte Max Levy Jg. 1884 Flucht 1939 USA | 13. Mai 2014  |      |                                                 |
| Oberdorfstraße 49 (Standort) | Selma Levy             | Hier wohnte Selma Levy geb. Marx Jg. 1887 Flucht 1939 USA | 13. Mai 2014  |      |                                                 |
| Oberdorfstraße 49 (Standort) | Anna Levy              | Hier wohnte Anna Levy Oppenheimer Jg. 1911 Flucht 1936 USA | 13. Mai 2014  |      |                                                 |
| Oberdorfstraße 49 (Standort) | Ernst-Jakob Levy       | Hier wohnte Ernst-Jakob Levy Jg. 1913 Flucht 1936 USA | 13. Mai 2014  |      |                                                 |
| Oberdorfstraße 70 (Standort) | Jakob Schuch           | Hier wohnte Jakob Schuch Jg. 1913 im Widerstand verhaftet 1941 SS-Sonderlager Hinzert ’Landesverrat’ Todesurteil Berlin Plötzensee enthauptet 24.9.1942                    | 22. Juni 2013 |      |                                                 |
| Rheinstraße 1 (Standort)     | Franziska Weiler       | Hier wohnte Franziska Weiler geb. Mayer Jg. 1876 deportiert 1942 Theresienstadt ermordet 6.8.1943                                                                          | 22. Juni 2013 |      | geboren am 29. Mai 1876 in Seeheim              |
| Rheinstraße 1 (Standort)     | Markus Weiler          | Hier wohnte Markus Weiler Jg. 1878 deportiert 1942 Theresienstadt ermordet 27.1.1943                                                                                       | 22. Juni 2013 |      | geboren am 13. November 1878 in Gemünden        |
| Rheinstraße 1 (Standort)     | Julius Weiler          | Hier wohnte Dr. Julius Weiler Jg. 1906 Berufsverbot Flucht 1938 USA überlebt                                                                                               | 22. Juni 2013 |      |                                                 |
| Rheinstraße 1 (Standort)     | Kurt Weiler            | Hier wohnte Kurt Weiler Jg. 1912 Flucht 1938 USA überlebt | 22. Juni 2013 |      |                                                 |
| Rheinstraße 3 (Standort)     | Willy Wolf             | Hier wohnte Willy Wolf Jg. 1882 Zwangsschließung des Geschäftes unfreiwillig verzogen 1938 Mainz Flucht in den Tod 6.9.1942                                                | 22. Juni 2013 |      | geboren am 26. April 1882 in Schwabsburg        |
| Rheinstraße 3 (Standort)     | Flora Wolf             | Hier wohnte Flora Wolf geb. Oppenheimer Jg. 1886 Zwangsschließung des Geschäftes unfreiwillig verzogen 1938 Mainz Flucht in den Tod 6.9.1942                               | 22. Juni 2013 |      | geboren am 7. Mai 1886 in Fränkisch-Crumbach    |
| Rheinstraße 3 (Standort)     | Liesel Wolf            | Hier wohnte Liesel Wolf Jg. 1908 Flucht 1938 USA überlebt | 22. Juni 2013 |      |                                                 |
| Rheinstraße 12 (Standort)    | Alois Koch             | Hier wohnte Alois Koch Jg. 1876 deportiert 1942 Theresienstadt 1943 Auschwitz ermordet                                                                                     | 22. Juni 2013 |      | geboren am 24. Juni 1876 in Nierstein           |
| Rheinstraße 12 (Standort)    | Anna Koch              | Hier wohnte Anna Koch geb. Beck Jg. 1877 deportiert 1942 Theresienstadt 1943 Auschwitz ermordet                                                                            | 22. Juni 2013 |      | geboren am 4. Februar 1877 in Procan            |
| Rheinstraße 12 (Standort)    | Frieda Koch            | Hier wohnte Frieda Koch geb. Frank Jg. 1882 Zwangsschließung des Geschäftes deportiert 1942 Piaski ermordet 30.4.1942                                                      | 22. Juni 2013 |      | geboren am 24. Mai 1882 in Rodalben             |
| Rheinstraße 12 (Standort)    | Heinrich Koch          | Hier wohnte Heinrich Koch Jg. 1886 ’Schutzhaft’ Dachau Zwangsschließung des Geschäftes deportiert 1942 Piaski ermordet                                                     | 22. Juni 2013 |      | geboren am 29. August 1886 in Nierstein         |
| Rheinstraße 12 (Standort)    | Emma Hirsch            | Hier wohnte Emma Hirsch geb. Koch Jg. 1880 deportiert 1943 Theresienstadt ermordet 25.3.1943                                                                               | 22. Juni 2013 |      | geboren am 7. Juli 1880 in Nierstein            |
| Rheinstraße 12 (Standort)    | Jakob Hirsch           | Hier wohnte Jakob Hirsch Jg. 1884 deportiert 1943 Theresienstadt befreit/überlebt                                                                                          | 13. Mai 2014  |      |                                                 |
| Rheinstraße 12 (Standort)    | Jenny Sonnenberg       | Hier wohnte Jenny Sonnenberg geb. Hirsch Jg. 1898 deportiert 1942 Theresienstadt ermordet 29.01.1943 Auschwitz                                                             | 22. Juni 2013 |      | geboren am 27. November 1898 in Nierstein       |
| Rheinstraße 12 (Standort)    | Ferdinand Sonnenberg   | Hier wohnte Ferdinand Sonnenberg Jg. 1886 deportiert 1942 Theresienstadt ermordet 29.01.1943 Auschwitz                                                                     | 22. Juni 2013 |      | geboren am 4. Juli 1886 in Kelsterbach          |
| Rheinstraße 12 (Standort)    | Emmi Sonnenberg        | Hier wohnte Emmi Sonnenberg Jg. 1917 deportiert Schicksal unbekannt | 22. Juni 2013 |      | geboren am 17. April 1917 in Nierstein          |
| Rheinstraße 23 (Standort)    | Gustav Blum            | Hier wohnte Gustav Blum Jg. 1865 deportiert 1942 Theresienstadt ermordet 18.1.1943                                                                                         | 13. Mai 2014  |      | geboren am 3. Januar 1865 in Nierstein          |
| Rheinstraße 23 (Standort)    | Charlotte Blum         | Hier wohnte Charlotte Blum geb. Mainzer Jg. 1875 deportiert 1942 Theresienstadt ermordet 16.3.1943                                                                         | 13. Mai 2014  |      | geboren am 20. September 1875 in Heppenheim     |
| Rheinstraße 23 (Standort)    | Robert Blum            | Hier wohnte Robert Blum Jg. 1899 Flucht 1939 USA | 13. Mai 2014  |      |                                                 |
| Rheinstraße 38 (Standort)    | Josef Kaufmann         | Hier wohnte Josef Kaufmann Jg. 1871 Zwangsschließung des Geschäftes deportiert 1942 Theresienstadt ermordet 12.2.1943                                                      | 13. Mai 2014  |      | geboren am 1. Mai 1871 in Nierstein             |
| Rheinstraße 38 (Standort)    | Fanny Kaufmann         | Hier wohnte Fanny Kaufmann geb. Hamburger Jg. 1872 deportiert 1942 Theresienstadt ermordet 23.3.1945                                                                       | 13. Mai 2014  |      | geboren am 7. Juli 1872 in Rimbach              |
| Rheinstraße 38 (Standort)    | Irma Regine Kaufmann   | Hier wohnte Irma Regine Kaufmann Jg. 1909 Flucht 1938 USA | 13. Mai 2014  |      |                                                 |
| Rheinstraße 38 (Standort)    | Frieda Kaufmann        | Hier wohnte Frieda Kaufmann Jg. 1900 deportiert 1942 ermordet im besetzten Polen                                                                                           | 13. Mai 2014  |      | geboren am 5. Mai 1900 in Nierstein             |
| Rheinstraße 38 (Standort)    | Alice Amalie Kaufmann  | Hier wohnte Alice Amalie Kaufmann Jg. 1899 Flucht 1938 USA | 13. Mai 2014  |      |                                                 |
| Rheinstraße 38 (Standort)    | Jenny Kaufmann         | Hier wohnte Jenny Kaufmann geb. Hamburger Jg. 1869 Schicksal unbekannt | 13. Mai 2014  |      |                                                 |
| Rheinstraße 38 (Standort)    | Else-Babette Kaufmann  | Hier wohnte Else-Babette Kaufmann Jg. 1907 deportiert 1942 ermordet im besetzten Polen                                                                                     | 13. Mai 2014  |      | geboren am 14. Oktober 1907 in Nierstein        |
| Rheinstraße 38 (Standort)    | Stella Kaufmann        | Hier wohnte Stella Kaufmann Jg. 1937 deportiert 1942 ermordet im besetzten Polen                                                                                           | 13. Mai 2014  |      | geboren am 8. April 1937 in Berlin              |
| Ringstraße 9 (Standort)      | Adam Schmitt           | Hier wohnte Adam Schmitt Jg. 1911 im Widerstand verhaftet 1942 Sachsenhausen Neuengamme ermordet 15.1.1943                                                                 | 22. Juni 2013 |      |                                                 |
| Ringstraße 19 (Standort)     | Johann Eller           | Hier wohnte Johann Eller Jg. 1888 im Widerstand / SPD Zwangsschliessung des Geschäftes auf dem Kornsand ermordet 21.3.1945                                                 | 22. Juni 2013 |      | geboren am 30. Januar 1888 in Schwabsburg       |
| Ringstraße 19 (Standort)     | Cerry Eller            | Hier wohnte Cerry Eller geb. Hirsch Jg. 1891 im Widerstand Zwangsschliessung des Geschäftes auf dem Kornsand ermordet 21.3.1945                                            | 22. Juni 2013 |      | geboren am 18. April 1891 in Chicago            |
| Ringstraße 19 (Standort)     | Josefine Zeller        | Hier wohnte Josefine Zeller Jg. 1909 verhaftet März 1938 Moringen Ravensbrück 'verlegt’ 26.3.1942 Bernburg/Saale ermordet 26.3.1942                                        | 22. Juni 2013 |      |                                                 |
| Tempelhof 7 (Standort)       | Rina Kohlmann          | Hier wohnte Rina Kohlmann geb. Koch Jg. 1875 Flucht 1938 USA überlebt | 22. Juni 2013 |      |                                                 |
| Tempelhof 7 (Standort)       | Erna Metzger           | Hier wohnte Erna Metzger geb. Kohlmann Jg. 1906 Flucht 1938 USA überlebt                                                                                                   | 22. Juni 2013 |      |                                                 |
| Tiefer Weg 20 (Standort)     | Georg Eberhardt        | Hier wohnte Georg Eberhardt Jg. 1886 im Widerstand/KPD verhaftet 1933 Osthofen wegen Neubildung von Parteien Gefängnis Butzenbach 1934 auf dem Kornsand ermordet 21.3.1945 | 22. Juni 2013 |      | geboren am 21. Mai 1886 in Dexheim              |
| Winzerstraße 12 (Standort)   | Jakob Schuch           | Hier wohnte Jakob Schuch Jg. 1888 im Widerstand / SPD verhaftet 1935 Dachau entlassen 1935 auf dem Kornsand ermordet 21.3.1945                                             | 22. Juni 2013 |      | geboren am 20. April 1888 in Nierstein          |